# Ana Vieira
Ana Vieira (Coimbra, 2 de Agosto de 1940 — Lisboa, 29 de Fevereiro de 2016) foi uma artista plástica portuguesa.
Afirmando-se a partir do final da década de 1960, "destacou-se no cruzamento das diversas disciplinas artísticas, criando um corpo de trabalho original e inspirador no conjunto da arte portuguesa contemporânea".

## Biografia / Obra

Sala de Jantar (Ambiente), 1971, metal, rede de nylon, tinta acrílica, mesa, instalação sonora, etc., 250 x 300 x 300 cm

Nasceu em Coimbra em 1940, passando a infância na ilha de S. Miguel, Açores. Frequentou a Escola Superior de Belas Artes de Lisboa, terminando o curso de Pintura em 1965. Foi casada com o pintor Eduardo Nery, mãe de Paula Nery e de Miguel Nery. Ana Vieira viveu e trabalhou em Lisboa.
Expõe desde 1965, mas a sua primeira mostra individual acontece em 1968. "Intitulada Imagens Ausentes, esta mostra deixa claro o interesse de Ana Vieira em superar a dimensão estritamente pictórica do trabalho criativo, investindo em suportes desviantes em relação ao modelo do quadro pintado". Sintonizado com as tendências conceptuais emergentes, o seu trabalho manifesta-se, desde esse primeiro momento, "pela revelação de uma proposta pós-pictural aberta à linguagem dos objetos comuns, tomando como modo preferencial a instalação", para o que irá utilizar uma grande diversidade de materiais e dispositivos como biombos e elementos em madeira, peças de mobiliário, tecido, vidro espelhado...
Sala de Jantar, 1971, pertencente à coleção do CAMJAP, insere-se nesse quadro de transgressão das categorias tradicionais (pintura e escultura); é composta primeiramente por faixas suspensas de tecido semitransparente onde se inscrevem silhuetas azuis de objectos de mobiliário. Essas paredes de tecido circunscrevem um espaço onde se dispõem objetos comuns (neste caso uma mesa posta), a que Ana Vieira associou uma gravação áudio com as sonoridades próprias de uma refeição, do diálogo entre comensais ao ruído de talheres e de pratos. Esta obra "vem reiterar a sensibilidade da artista para a criação de simulacros através dos quais analisa as redes de sociabilidade, afeto e memória, que se estabelecem no espaço doméstico".
A grande simplicidade das suas obras pode lembrar as sombras de Lourdes Castro ou os espelhos de Michelangelo Pistoletto, mas a sua visão distingue-se claramente de ambos; "a percepção visual dos espaços é [...] condicionada por um jogo de transparências, véus, telas, redes e tramas que os envolvem – o observador acaba na posição de voyeur, tentando, por frinchas e buracos, perceber o interior dos ambientes. A maior parte das suas obras não se veem, espreitam-se".
As referências à casa – das paredes que a encerram às portas e janelas –, são recorrentes na sua obra. "Ela cria ambientes: constrói lugares habitados ou desabitados, hospitaleiros ou hostis, ocultos ou desvelados, silenciosos ou plenos de sons que exigem descodificação. Propõe, impertinentemente, corredores mutantes que atravessamos, espaços inquietos e inquietantes que nos expulsam, portas entreabertas que a um tempo mostram e velam, objectos reais ao lado de outros simulados. Levanta paredes que questionam: a segurança e as certezas do abrigo, a distância e a proximidade, a diferença entre o espaço público e o privado, o interior e o exterior".
Ana Vieira realiza outras experiências, diversificadas, na área da cenografia, "como a produção de cenários e figurinos para o teatro (peças de Adolfo Gutkin, Bertolt Brecht e Jean-Paul Sartre), projectos de reconfiguração de lugares, casas e paisagens, ou pensados numa relação específica com o espaço do museu. Certo é que a modalidade artística da instalação e a manipulação de objectos tridimensionais continua hoje a ser cultivada na sua obra, com reivindicações poéticas pouco distantes das que primeiro motivaram o seu trabalho em meados nos anos 60".
Faleceu a 29 de fevereiro de 2016, aos 75 anos de idade, em Lisboa, vítima de cancro.

## Exposições Individuais
- 1968 – Galeria Quadrante, Lisboa.
- 1971 – Galeria Quadrante, Lisboa.
- 1972 – Galeria Dois, Porto; Galeria Ogiva, Óbidos; Galeria A Teia, Ponta Delgada, ilha de S. Miguel, Açores; Galeria Maestro Francisco Lacerda, Vila das Velas, Ilha de São Jorge, Açores; Galeria Degrau, Angra do Heroísmo, Ilha Terceira, Açores; Galeria Gávea, Vila do Porto, Ilha de Santa Maria, Açores.
- 1973 – Ambiente, A.R.C.O – Centro de Arte e Comunicação Visual, Lisboa.
- 1974 – Galeria Judite Dacruz, Lisboa.
- 1977 – Janelas (Diaporama) apresentado no Pequeno Auditório da Fundação Calouste Gulbenkian, Lisboa.
- 1978 – Projecto Ocultação – Desocultação, Galeria Quadrum, Lisboa.
- 1981 – Galeria CAPC e Galeria Espaço Branco, Círculo de Artes Plásticas de Coimbra, Coimbra.
- 1982 – Corredor, Galeria Quadrum, Lisboa; Estendal,Texturas, Ciclo e Percurso, Museu Nacional do Traje, Lisboa.
- 1986 – Transbordagem, Museu Nacional do Traje, Lisboa.
- 1991 – Diário de Cinco Dias, Centro Nacional de Cultura, Lisboa.
- 1995 – Constelação Peixes, instalação no Vulcão dos Capelinhos, integrada no Simpósio Internacional Multimédia, Horta, ilha do Faial, Açores; Sala de Jantar, Museu José Malhoa, Caldas da Rainha, Portugal.
- 1997 – Ensaio para uma Paisagem, Sala do Veado, Museu Nacional de História Natural e da Ciência, Lisboa.
- 1998 – A Dança, Teatro Nacional de São João, Porto; Exposição Antológica, Fundação Serralves, Porto.
- 2001 – Pronomes, Galeria Quadrado Azul, Porto; Pronomes, Galeria Franco Steggink – Cultura Contemporânea, Ilha de S. Miguel, Açores.
- 2002 – Antecâmara, Galeria Giefarte, Lisboa.
- 2004 – Casa Desabitada, Rua Ivens, Lisboa e Rua Nª Senhora de Fátima, Porto; Close Up, Galeria Graça Brandão, Porto; Close Up, Promontório, Lisboa.
- 2006 – Serralves em Coimbra, Fundação de Serralves, Coimbra.
- 2007 - Ana Vieira - Uma Antologia, Centro de Arte Contemporânea Graça Morais, Bragança.
- 2008 - Ana Vieira - Sobre in/visibilidade, Porta 33, Funchal, ilha da Madeira.
- 2009 - Ana Vieira - Sobre in/visibilidade, Palácio Marquês de Pombal, Lisboa.
- 2010 – Muros de Abrigo, Museu Carlos Machado, Ponta Delgada, ilha de São Miguel, Açores.
- 2011 – Muros de Abrigo, Fundação Calouste Gulbenkian, CAM, Lisboa.
- 2018 – Ana Vieira, Centro de Artes Visuais, Coimbra.
- 2020 – Ana Vieira. El hogar y la huida, Esbaluard Museu, Palma de Maiorca, Espanha.
- 2024 - Ana Vieira: Cadernos de montagem, Centro de Arte Oliva, São João da Madeira, Portugal

## Reconhecimentos e Prémios
Foram diversos os prémios e reconhecimentos que obteve:
- 1977 – Foi uma das participantes na exposição Alternativa Zero;[9]
- 1985 – Iª Bienal dos Açores e do Atlântico;[10]
- 1986/87 – Concurso Dyrup / Cidade de Lisboa (1ª fase) com o Arquitecto Victor Mestre;[10]
- 1991 – Recebeu o prémio da AICA/SEC;[11]
- 1998 – 1999 - O Museu de Serralves (Porto) dedicou-lhe a sua primeira exposição antológica;[9][12]
- 2010-2011 – O Centro de Arte Moderna José de Azeredo Perdigão, Fundação Calouste Gulbenkian, Lisboa, em colaboração com o Museu Carlos Machado, Ponta Delgada, apresentou a maior retrospetiva na carreira da artista.[12]

## Colecções públicas
- Ar.Co - Centro de Arte e Comunicação Visual, Lisboa e Almada;
- Museu de Arte Contemporânea Armando Martins, Lisboa;
- Coleção Moderna – Museu Calouste Gulbenkian, Lisboa;
- Coleção Norlinda e José Lima, São João da Madeira;
- Culturgest, Lisboa e Porto
- Fundação Carmona e Costa, Lisboa;
- Fundação EDP, Lisboa;
- Fundação Leal Rios, Lisboa;
- Coleção Rui Vitorino, Lisboa;
- Fundação de Serralves, Porto;
- Governo Regional dos Açores, Açores;
- Museu Carlos Machado, Açores;
- Museu Coleção Berardo, Lisboa;
- Musée de Design et d’Arts Appliqués Contemporains, Lausanne, Suíça;
- Novo Banco, Lisboa;
- Portugal Telecom, Lisboa;
- Secretaria de Estado da Cultura.